# Model d'Actors
En informàtica, el Model d'Actors és un model de concurrència amb comunicació per pas de missatges (sense compartir memòria) que té com a primitiva principal els executables anomenats actors.
En resposta a un missatge rebut, un actor pot crear més actors, passar-los missatges, i modificar el seu estat per determinar com tractarà els propers missatges.
Una implementació del model d'Actors és la que incorpora el sistema concurrent del llenguatge Erlang.